# Катастрофа ATR 42 в Пакистане
Катастрофа ATR 42 под Хавелианом — авиационная катастрофа, произошедшая в среду 7 декабря 2016 года. Авиалайнер ATR 42-500 авиакомпании Pakistan International Airlines (PIA) выполнял плановый внутренний рейс PK-661 по маршруту Читрал—Исламабад, но через 42 минуты после взлёта рухнул на склон холма около Хавелиана. Погибли все находившиеся на его борту 47 человек — 42 пассажира и 5 членов экипажа.
Катастрофа рейса 661 стала второй крупнейшей катастрофой в истории самолёта ATR 42 (первая — катастрофа под Оксибилом, 54 погибших) и пятой (по количеству погибших) в истории Пакистана.

## Самолёт
ATR 42-500 (регистрационный номер AP-BHO, серийный 663) был выпущен в 2007 году (первый полёт совершил 3 мая под тестовым б/н F-WWLU). 16 мая того же года был передан авиакомпании Pakistan International Airlines (PIA), в которой получил имя Hasanabdal. С 2007 по 2010 годы носил специальную ливрею The Punjab Province. Оснащён двумя турбовинтовыми двигателями Pratt & Whitney Canada PW127E. На день катастрофы налетал 18 739 часов.
30 мая 2009 года при приземлении в аэропорту Лахора получил повреждения, после чего был отремонтирован.

## Экипаж и пассажиры
Самолётом управлял опытный экипаж, его состав был таким:
- Командир воздушного судна (КВС) — 43-летний Салех Джанджуа (англ. Saleh Janjua). Очень опытный пилот, налетал 11 265 часов, 1216 из них на ATR 42.
- Второй пилот — 40-летний Али Акрам (англ. Aly Akram). Опытный пилот, налетал 1742 часа, 1416 из них на ATR 42.
- Второй пилот-стажёр — 26-летний Ахмед Мансур Джанджуа (англ. Ahmed Mansoor Janjua). Налетал 570 часов, 369 из них на ATR 42.

В салоне самолёта работали две стюардессы:
- Садаф Фарук (англ. Sadaf Farooq),
- Асма Адиль (англ. Asma Adil).

| Гражданство      | Пассажиры | Экипаж | Всего |
| ---------------- | --------- | ------ | ----- |
| Пакистан         | 39        | 5      | 44    |
| Китай            | 1         | 0      | 1     |
| Австрия          | 1         | 0      | 1     |
| Республика Корея | 1         | 0      | 1     |
| Всего            | 42        | 5      | 47    |

Среди пассажиров на борту самолёта находился известный пакистанский музыкант Джунаид Джамшед.

## Хронология событий
Рейс PK-661 вылетел из Читрала в 15:38, на его борту находились 5 членов экипажа и 42 пассажира. Продолжительность полёта — около 1 часа, расчётное время прибытия в Исламабад было 16:40. В 16:11 (через 33 минуты после вылета) КВС передал сигнал «Mayday», а ещё через 9 минут (в 16:20) метка рейса PK-661 исчезла с радаров и связь с ним пропала.
Вскоре очевидцы сообщили, что лайнер врезался в гору около Хавелиана. Обломки самолёта были найдены вечером того же дня, все 47 человек на его борту погибли. По первоначальным данным, причиной катастрофы могли стать неполадки двигателя №1 (левого). В тот же день на месте катастрофы были найдены оба бортовых самописца.

## Реакция
День 8 декабря 2016 года был объявлен в Пакистане днём траура.
Свои соболезнования в связи с катастрофой выразили, в частности, президенты Азербайджана, Белоруссии, Казахстана, Китая, Кыргызстана, России, Туркменистана и ЮАР.

## Расследование
8 декабря 2016 года председатель авиакомпании PIA Азам Сайгол (англ. Azam Saigol) заявил о том, что причиной катастрофы могла стать поломка одного из двигателей, окончательные выводы будут установлены в ходе расследования.
Расследование причин катастрофы рейса PK-661 проводило Управление гражданской авиации Пакистана (PCAA).
Окончательный отчёт расследования был опубликован 16 ноября 2020 года. Согласно отчёту причиной аварии стал перелом лопатки турбины турбовинтового двигателя номер один (слева) в результате неправильного обслуживания. Это привело к первоначальному отказу двигателя. Сломанный штифт в регуляторе превышения скорости позволил гребному винту развить скорость вращения более 120%. Высокая вариабельность скорости вращения винта привела к быстрому изменению аэродинамических характеристик. В конечном итоге пропеллер приобрел конфигурацию с очень высоким лобовым сопротивлением. Поведение ATR-42 отличалось от «типичного» отказа одного двигателя, и горизонтальный полет стал невозможным. В отчете отмечается: «Пилотам было исключительно трудно понять ситуацию и, следовательно, возможно, управлять самолетом». Также было отмечено, что управление ресурсами экипажа было неэффективным.
AAIB дал несколько рекомендаций вовлеченным сторонам. Первая часть состояла из двух срочных рекомендаций, которые были даны в ходе расследования. Первая рекомендация была выпущена в январе 2019 года, в которой PIA было предложено проверить весь их парк ATR, чтобы заменить лезвия, соответствующие критериям замены. Вторая рекомендация была выпущена в августе 2019 года по запросу NTSB и Collins Aerospace. В рекомендации говорилось, что PIA должна проверить все OSG в своем парке ATR, а OSG следует отправить в Соединенные Штаты после указанной проверки после обнаружения неправильной сборки.
Вторая часть рекомендаций дана после завершения расследования. Среди них PIA было предложено обеспечить строгое соблюдение выпущенного сервисного бюллетеня, провести улучшения в слабых местах в своем объекте ТОиР и определить критические показатели эффективности в рамках его летной годности и безопасности полетов. Было предложено обновить систему обучения управлению ресурсами кабины пилотов PIA и страны. Также были заказаны усовершенствования для CAA, касающиеся его системы надзора.
Согласно окончательному отчету, производитель самолета, ATR, должен был рассмотреть возможность включения конкретной процедуры в будущую программу обучения самолета в случае возможных аэродинамических характеристик, аналогичных тем, с которыми столкнулся экипаж рейса 661. FAA и Collins Aerospace заявили, что они рассматривают возможность проверки системы, а также возможные улучшения фильтрации внутри масляной системы, чтобы предотвратить ее засорение нежелательным мусором.